# Deutsche Akademie (Rechtsextreme Organisation)
Die Deutsche Akademie (DA) ist eine im Jahr 2000 gegründete rechtsextreme Schulungseinrichtung mit wechselnden Tagungsorten und einer Postfachanschrift in Kaiserslautern.

## Organisation
Die Deutsche Akademie versteht sich selbst als „parteiunabhängige Initiative national gesinnter Deutscher, die an der geistigen Wiedergeburt ihres Volkes arbeiten“, als „überparteiliche Arbeitsplattform verschiedener nationaler Organisationen“ und sieht sich einer „nationalen Opposition in Deutschland zugehörig“.
Die Organisation oblag bis zu seinem Tod Jürgen Schwab und Martin Laus. Sie gehört neben dem Deutschen Kolleg zu den bekanntesten Zirkeln, die sich der rechtsextremen Theorie- und Strategiebildung widmen. Zu den mit der DA in enger Verbindung stehenden Organisationen gehören unter anderen das Deutsche Kolleg, der Nationaldemokratische Hochschulbund (NHB) oder das Thule-Seminar. Verschiedene Verfassungsschutzbehörden schreiben ihr eine besondere Nähe zur NPD zu. Mit den zunehmenden Spannungen zwischen Schwab und der NPD haben sich diese Kontakte jedoch verringert.

## Ziele
Die Deutsche Akademie arbeitet darauf hin, sogenannte „national eingestellte Intellektuelle“ zusammenzuführen und eine „geistige Gegenelite“ zu bilden. Nach ihrer eigenen Darstellung will sie „Denkanstöße zur Heranbildung einer geistigen Elite bieten, wovon die Erneuerung von Volk und Staat auszugehen“ habe. Besonderen Wert legt sie „im Bereich nationalpolitischer Theoriearbeit und Bildung“ auf die „Erarbeitung und Definition politischer und soziologischer Begriffe“. Diese stellten nach Auffassung der DA „Denkwerkzeuge dar, mit denen politische Herrschaft ausgeübt“ werde. Das gelte gerade für die „nationale Lage“, in der sich die Deutschen seit der „Handlungsunfähigkeit des Deutschen Reiches seit 1945“ befänden: „Durch ‘Umerziehung’ und ‘Entnazifizierung’ gehirngewaschen und eingeschüchtert, ergehen sich heute viele unserer Landsleute in Worthülsen wie ‘Demokratie und Menschenrechte’“

## Tagungen und Seminare
Dafür führt sie zweimal pro Jahr an verschiedenen Orten in Deutschland Wochenendseminare durch. Darüber hinaus kann ein einzelner Referent für Seminare angefordert werden. Themen solcher Veranstaltungen lauteten zum Beispiel „National-revolutionär heute“. Sie befassen sich thematisch mit der Ordnungskonzeption der NPD und staatsphilosophischen Grundsatzfragen und greifen auch Aspekte der Globalisierung auf. Zu den Referenten gehören unter anderen Horst Mahler, Udo Voigt und Thor von Waldstein. Zu den am häufigsten aufgesuchten Veranstaltungsorten gehört ein Gasthof in Mosbach (Thüringen) bei Eisenach. Die Veranstaltungen werden regelmäßig von 50 bis teilweise über 100 Personen besucht.
Des Weiteren soll die DA nach Recherchen der Kölner Linkspartei ein „Agentenaussteigerprogramm“ ins Leben gerufen haben. Geheimdienstler und Mitwisser, die Informationen über die Unterwanderung der NPD durch den Verfassungsschutz haben, sollen die Seiten wechseln. Es stünde eine „qualifizierte Fachkraft zur Leitung dieses Projektes zur Verfügung“, womit der Kölner Diplom-Psychologe und NPD-Funktionär Benedikt Frings gemeint sein dürfte.